# Heerlijkheid ten Dale
De heerlijkheid ten Dale was tussen ongeveer 1200 en 1795 eerst een achterleen van Tatens en vervolgens een Vlaamse heerlijkheid. Het lag deels op het grondgebied van de Meense deelgemeente Rekkem in de Belgische provincie West-Vlaanderen. De gronden lagen op de oostelijke oever van de Leie langs de verbindingsweg Rekkem-Moeskroen kortbij de huidige Belgisch-Franse grens. 

## Betekenis
Dale, de West-Vlaamse dialect versie voor een geografisch dal, verwees naar het laagste punt in Rekkem.

## Geschiedenis

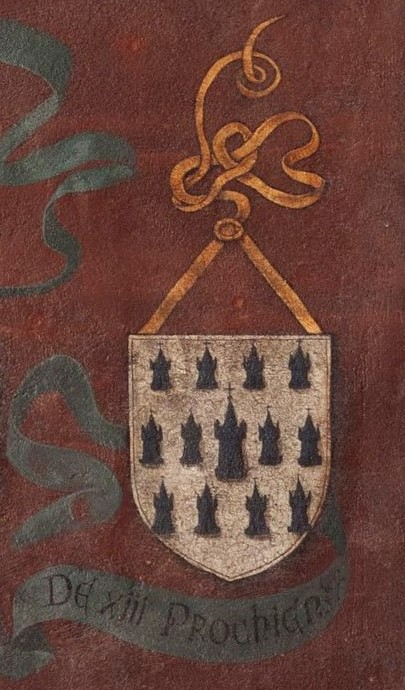
13 parochiën

Vanaf ongeveer 1200 is er sprake van ten Dale en ten Dale gezeid Tatens,  tot 1365 als een achterleen van Tatens en nadien als heerlijkheid, die net als ten Bulcke, te Spaus, De Drie Bunders en ter Triest afgesplitst werd van deze van ter Hagen. De gronden van ten Dale die in Rekkem lagen, besloegen ongeveer 25% van de lokale parochie. Via de parochie Van Rechem viel de heerlijkheid onder de controle van de Roede der Dertien Parochieën van de kasselrij Kortrijk. In de beginperiode viel ze direct onder de burg van Kortrijk.
Het oude ten Dale bestond oorspronkelijk uit 3 achterlenen met centraal ten Dale, noordelijk te Crops (7 bunders groot) en zuidelijk de zes bunders.  
Samen met andere heerlijkheden en gehuchten zoals 't Hemelryck (later Touecquet Pouilleux en Paradijs) en Risquons-Tout lag de heerlijkheid in de vruchtbare Vlaamse Zandleemstreek en meer specifiek de Rekkemse vallei. Deze vallei is omgeven door drie heuvels: de Castert (52m) op de grens met Moeskroen, de Halewijnberg (59m) in het Franse Halluin en de Lauweberg (52m) te Lauwe.
De streek had vanaf de 15de eeuw diverse molens. De meeste waren te vinden in het aangrenzend gehucht Castert, ook gekend als Kasteelheuvel of Kattesteert. Vanaf 1451 wordt de molen Dumoulin vermeld. Midden 19de eeuw waren er nog drie molens: de oude staakmolen Dumoulin, de houten Oliemolen en de molen Vandeputte.
Na de Franse Revolutie (1789-1799) en de Bataafse Revolutie van 1795 werden de heerlijkheden in de Nederlanden afgeschaft. De lokale heerlijkheden werden toen opnieuw samengevoegd om de gemeente Rekkem te vormen en vanaf 1977 maakt Rekkem deel uit van de stad Menen.

## Heren van ten Dale
Het leen van ten Dale was de bakermat van de plaatselijke familie Van (den) Dale. Met Rogier Van den Dale midden 15de eeuw en Jan Baptiste Van Dale vanaf 1688 leverde ze ook heren van Rekkem. Rogier huwde rond 1450 met Juliane de erfgename van het Rekkemse ter Hagen.
- 1206 - 1364 familie Van ten Dale
- 1364 - 1406 Margareta Van den Dale - Gillis van Rekkem
- 1406 - 1467 familie Pipe
- 1531 - 1606 familie De Preys
- 1606 - 1726 familie De Croix
- 1726 - ???? graven van Beaufort

## Nabijgelegen
Aalbeke, Castert, Halluin, Lauwe, Rekkem, Moeskroen, Neuville-en-Ferrain, Paradijs, Risquons-Tout, Purgatoire (nl:Vagevuur).